# Albert Crossley
Albert „Al“ Crossley jr. (auch fälschlich Alfred Crossley) (* 6. Juli 1903 in New Bedford; † Januar 1981) war ein  US-amerikanischer Radsportler.
Albert Crossley hatte zahlreiche Amateur-Rennen auf offenen Radrennbahnen in New England und New York gewonnen, bevor er mit 21 Jahren Profi wurde. In der Folge bestritt er insgesamt 89 Sechstagerennen in Nordamerika, von denen er 78 beendete und zehn gewann. In der Bestenliste der Sechstagerennen (Stand 2007) rangiert er auf Platz 45 als zweitbester US-Amerikaner, vor ihm liegt auf Platz 44 nur Jimmy Walthour, Jr., mit dem gemeinsam Crossley sieben Rennen gewann. Mit Walthour bestritt er insgesamt 36 Sechstagerennen. 1940 beendete er seine Radsportlaufbahn.
An der rechten Hand hatte Crossley nur drei Finger, nachdem diese bei einem Sturz in die Fahrradkette geraten war und er dadurch zwei Finger verloren hatte.
2015 wurde Crossley in die United States Bicycling Hall of Fame aufgenommen.